# Steinfeld (Kärnten)
Steinfeld ist eine Marktgemeinde mit 2016 Einwohnern (Stand 1. Jänner 2024) im Bezirk Spittal an der Drau in Österreich, im Bundesland Kärnten.

## Geographie

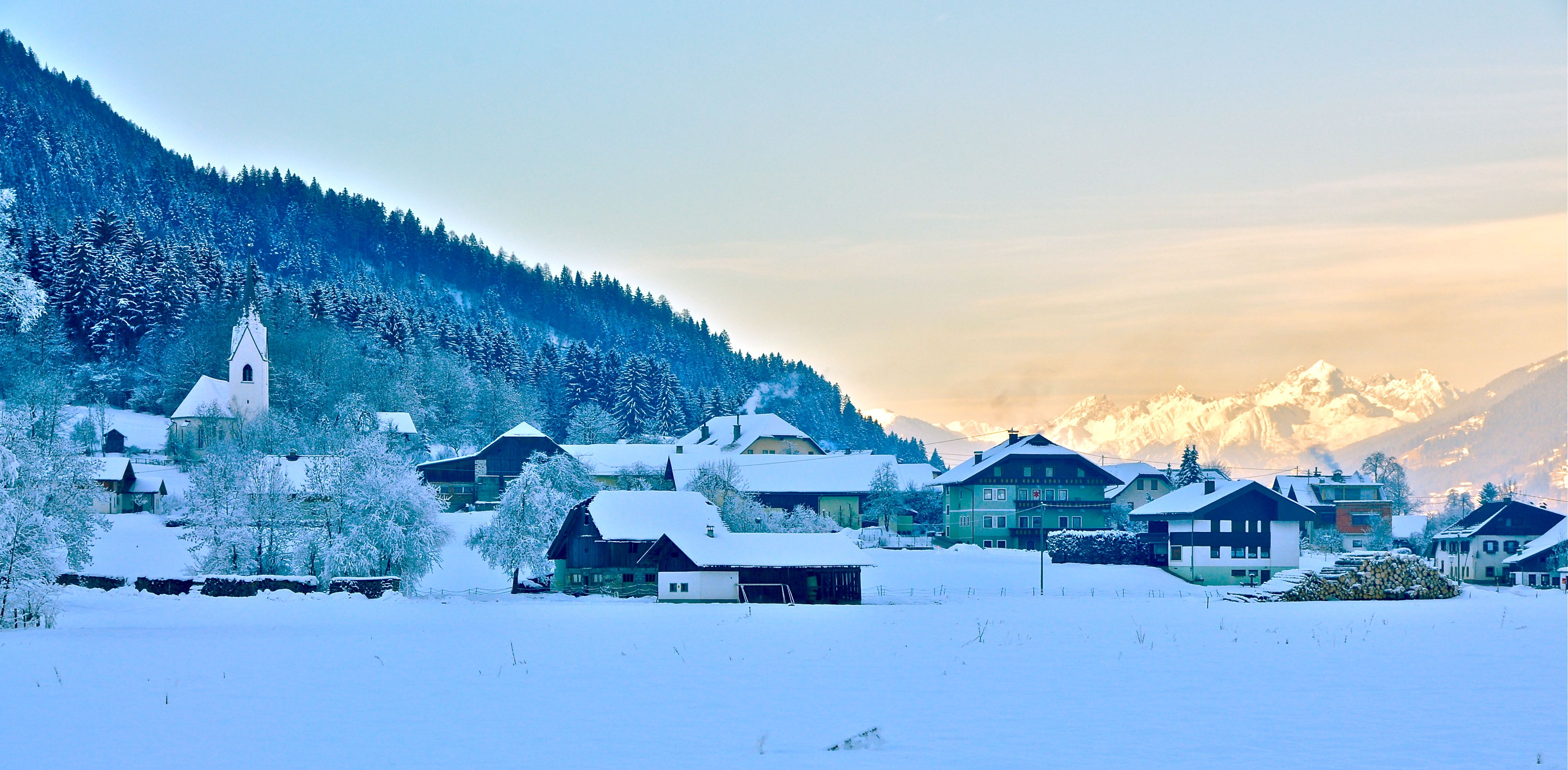
Gajach mit den Lienzer Dolomiten

Steinfeld liegt in durchschnittlich 617 m Seehöhe im Oberen Drautal am Fuß der Kreuzeckgruppe.
Die Gemeinde ist in die fünf Katastralgemeinden Fellbach, Gerlamoos, Radlach, Rottenstein und Steinfeld gegliedert.

### Ortsteile
Das Gemeindegebiet umfasst folgende zwölf Ortschaften (in Klammern Einwohnerzahl Stand 1. Jänner 2024):
- Althaus (6)
- Fellbach (76)
- Fellberg (7)
- Flattachberg (23)
- Gajach (114)
- Gerlamoos (141)
- Mitterberg (46)
- Oberallach (49)
- Radlach (180)
- Raggnitz (0)
- Rottenstein (67)
- Steinfeld (1307)

### Nachbargemeinden
|             | Reißeck                                     | Sachsenburg   |
| Greifenburg | Kompassrose, die auf Nachbargemeinden zeigt | Kleblach-Lind |
|             | Weißensee                                   |               |

## Geschichte

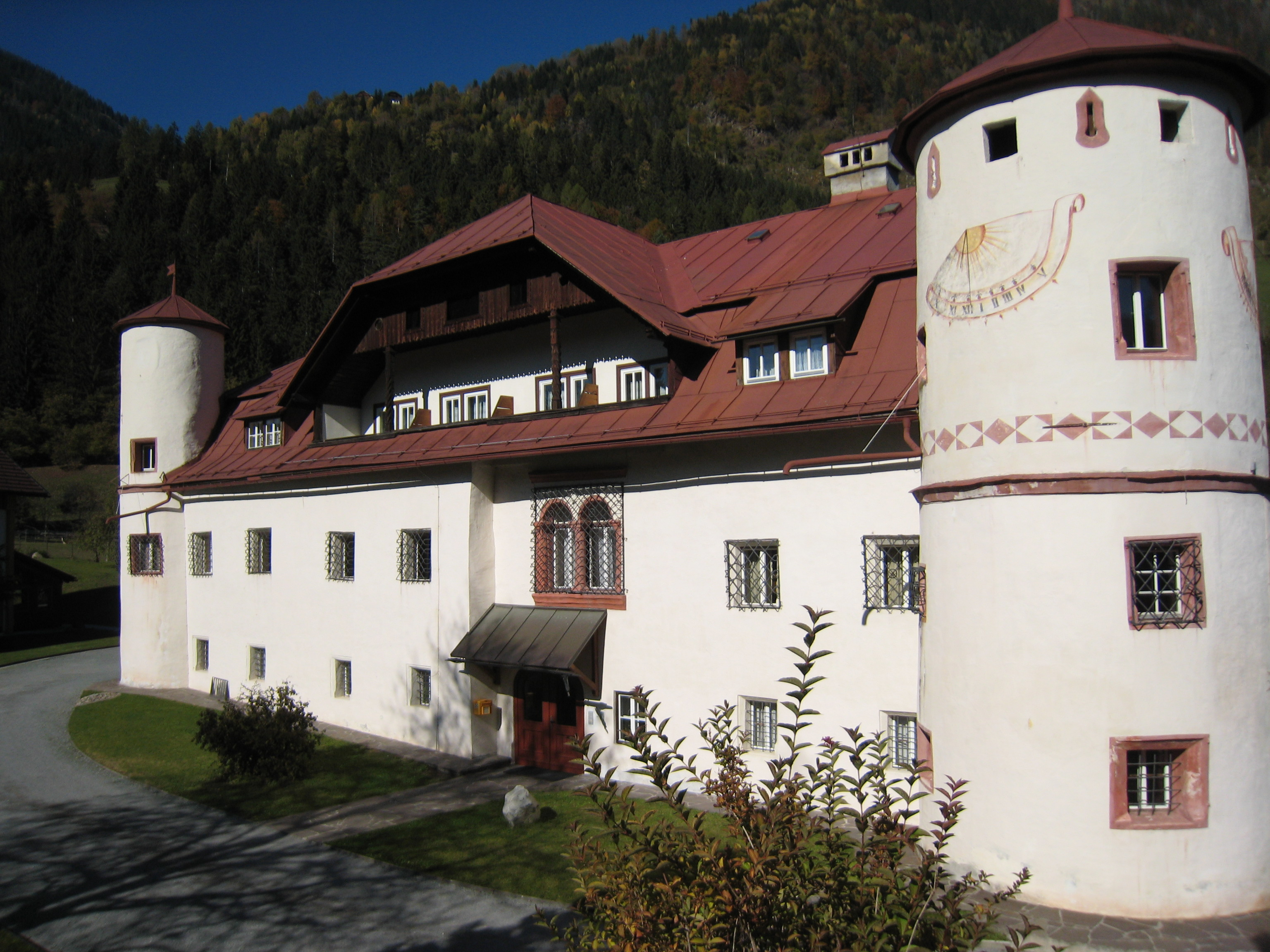
Renaissanceschloss Neustein

Die Pfarrkirche in Radlach sowie der Name des heutigen Hauptortes der Gemeinde wurden 1267/68 im herzoglichen Urbar urkundlich erstmals erwähnt. Dieses Besitzverzeichnis zeigt auch die relativ geringe landwirtschaftliche Nutzbarkeit des heutigen Gemeindegebiets auf. Auch für den Verkehr und damit den Handel war Steinfeld gegenüber den benachbarten Verkehrsknoten Greifenburg und Sachsenburg im Nachteil.
Für die wirtschaftliche Entwicklung Steinfelds war ab dem 15. Jahrhundert die Bergbauindustrie – zunächst der Abbau von Waschgold und Edelmetallen, später auch die Eisenverarbeitung – prägend. Der Bergbau führte ab dem Spätmittelalter zu Ansiedlung von Gewerken, deren Bauten heute noch das Erscheinungsbild des Marktes bestimmen (Singerhof, Schloss Neustein, Verweserhaus der Familie Porcia an der Hauptstraße). Die Bergbautätigkeit erlitt jedoch schon ab 1600 Rückschläge. Der Ort verlor dadurch im Lauf der Jahrhunderte wieder seine märktische Infrastruktur und sank wieder zum Dorf ab. Zur Zeit des Ersten Weltkriegs wurde der Bergbau schließlich vollständig eingestellt.
1924 wurde durch eine Genossenschaft aus Steinfeld und vier weiteren Gemeinden das Kraftwerk Steinfeld am Grabach gebaut. Dieses wurde 1935 durch einen Bergsturz zerstört, 1936 ein Nachfolgebau errichtete.
Der Eisenbahnbau (Drautalbahn) ab dem späten 19. Jahrhundert und die damit verbundene Ansiedlung holzverarbeitender Betriebe brachte der Gemeinde wieder einen Aufschwung, der mit der Möbelfabrik AVE, die von 1932 bis 1986 bestand und bis zu 270 Mitarbeiter beschäftigte, seinen Höhepunkt fand. Im Verlauf des 20. Jahrhunderts entwickelten sich zudem der Sommertourismus und die Gastronomie zu wichtigen Wirtschaftssektoren der Gemeinde.
Die heutige Gemeinde wurde im Jahr 1850 gebildet. Abgesehen von der Abtretung kleinerer Gebietsanteile an Greifenburg im Jahr 1973 hat sie sich in ihrer Ausdehnung seither nicht verändert. Steinfeld wurden bereits 1680 Jahrmarktsprivilegien gewährt, eine offizielle Erhebung zur Marktgemeinde erfolgte im Jahr 1930.

## Bevölkerung
Laut Volkszählung 2001 hat Steinfeld 2.291 Einwohner, davon besitzen 95,6 % die österreichische und 2,6 % die türkische Staatsbürgerschaft. 88,3 % der Bevölkerung bekennen sich zur römisch-katholischen, 4,5 % zur evangelischen Kirche und 3,9 % sind islamischen Glaubens. 2,4 % sind ohne religiöses Bekenntnis.

### Bevölkerungsentwicklung
| Steinfeld: Einwohnerzahlen von 1869 bis 2024        | Steinfeld: Einwohnerzahlen von 1869 bis 2024 | Steinfeld: Einwohnerzahlen von 1869 bis 2024 | Steinfeld: Einwohnerzahlen von 1869 bis 2024 | Steinfeld: Einwohnerzahlen von 1869 bis 2024 |
| --------------------------------------------------- | -------------------------------------------- | -------------------------------------------- | -------------------------------------------- | -------------------------------------------- |
| Jahr                                                |                                              |                                              |                                              | Einwohner                                    |
| 1869                                                | 1869                                         |                                              | 1.684                                        | 1.684                                        |
| 1880                                                | 1880                                         |                                              | 1.754                                        | 1.754                                        |
| 1890                                                | 1890                                         |                                              | 1.774                                        | 1.774                                        |
| 1900                                                | 1900                                         |                                              | 1.760                                        | 1.760                                        |
| 1910                                                | 1910                                         |                                              | 1.781                                        | 1.781                                        |
| 1923                                                | 1923                                         |                                              | 1.724                                        | 1.724                                        |
| 1934                                                | 1934                                         |                                              | 1.841                                        | 1.841                                        |
| 1939                                                | 1939                                         |                                              | 1.779                                        | 1.779                                        |
| 1951                                                | 1951                                         |                                              | 2.238                                        | 2.238                                        |
| 1961                                                | 1961                                         |                                              | 2.483                                        | 2.483                                        |
| 1971                                                | 1971                                         |                                              | 2.576                                        | 2.576                                        |
| 1981                                                | 1981                                         |                                              | 2.488                                        | 2.488                                        |
| 1991                                                | 1991                                         |                                              | 2.353                                        | 2.353                                        |
| 2001                                                | 2001                                         |                                              | 2.291                                        | 2.291                                        |
| 2011                                                | 2011                                         |                                              | 2.066                                        | 2.066                                        |
| 2021                                                | 2021                                         |                                              | 2.018                                        | 2.018                                        |
| 2024                                                | 2024                                         |                                              | 2.016                                        | 2.016                                        |
| Quelle(n): Statistik Austria, Gebietsstand 1.1.2021 |                                              |                                              |                                              |                                              |

## Kultur und Sehenswürdigkeiten
- Schloss Raggnitz
- Burgruine Rottenstein
- Renaissanceschloss Neustein

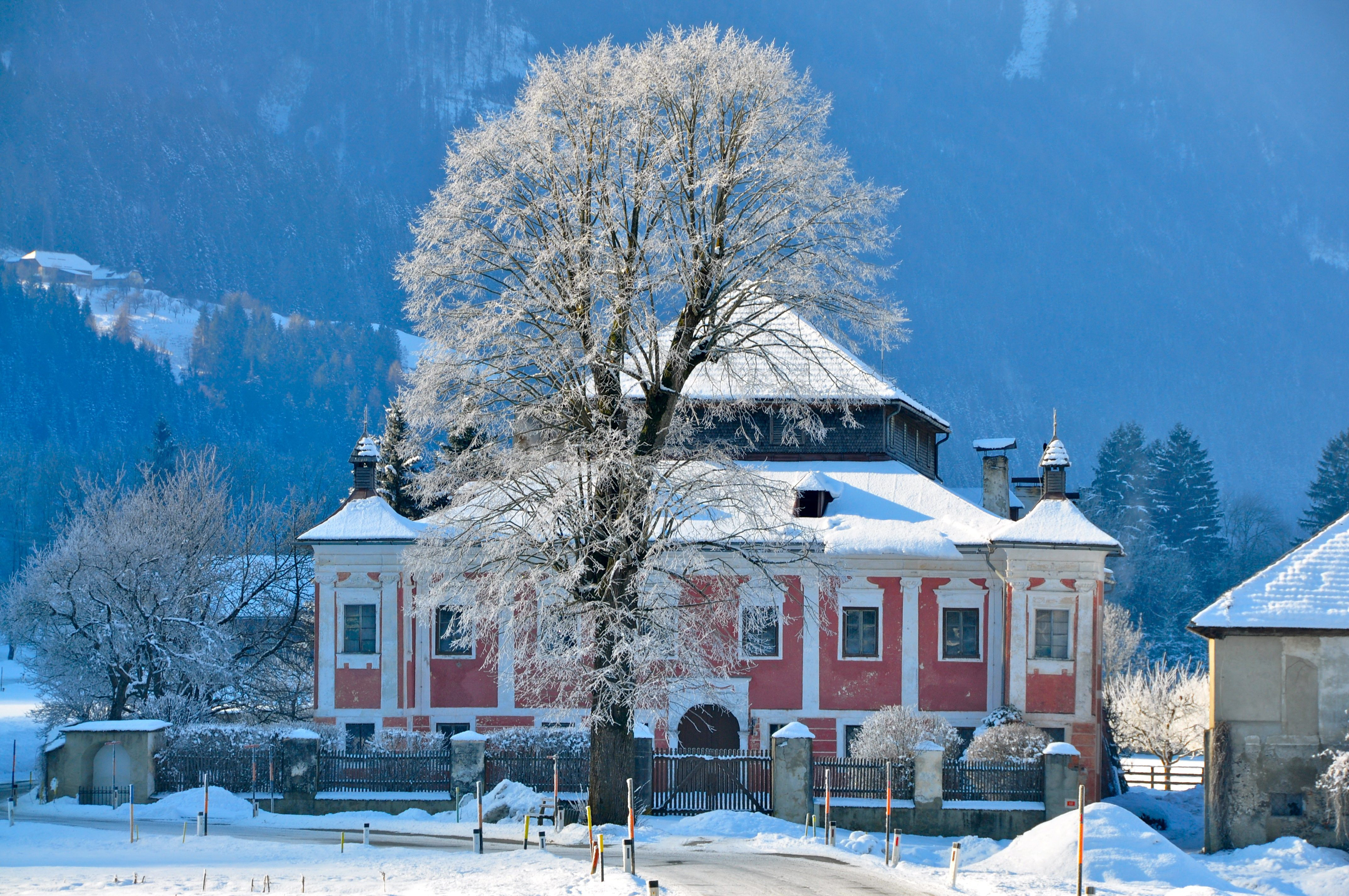
Schloss Raggnitz

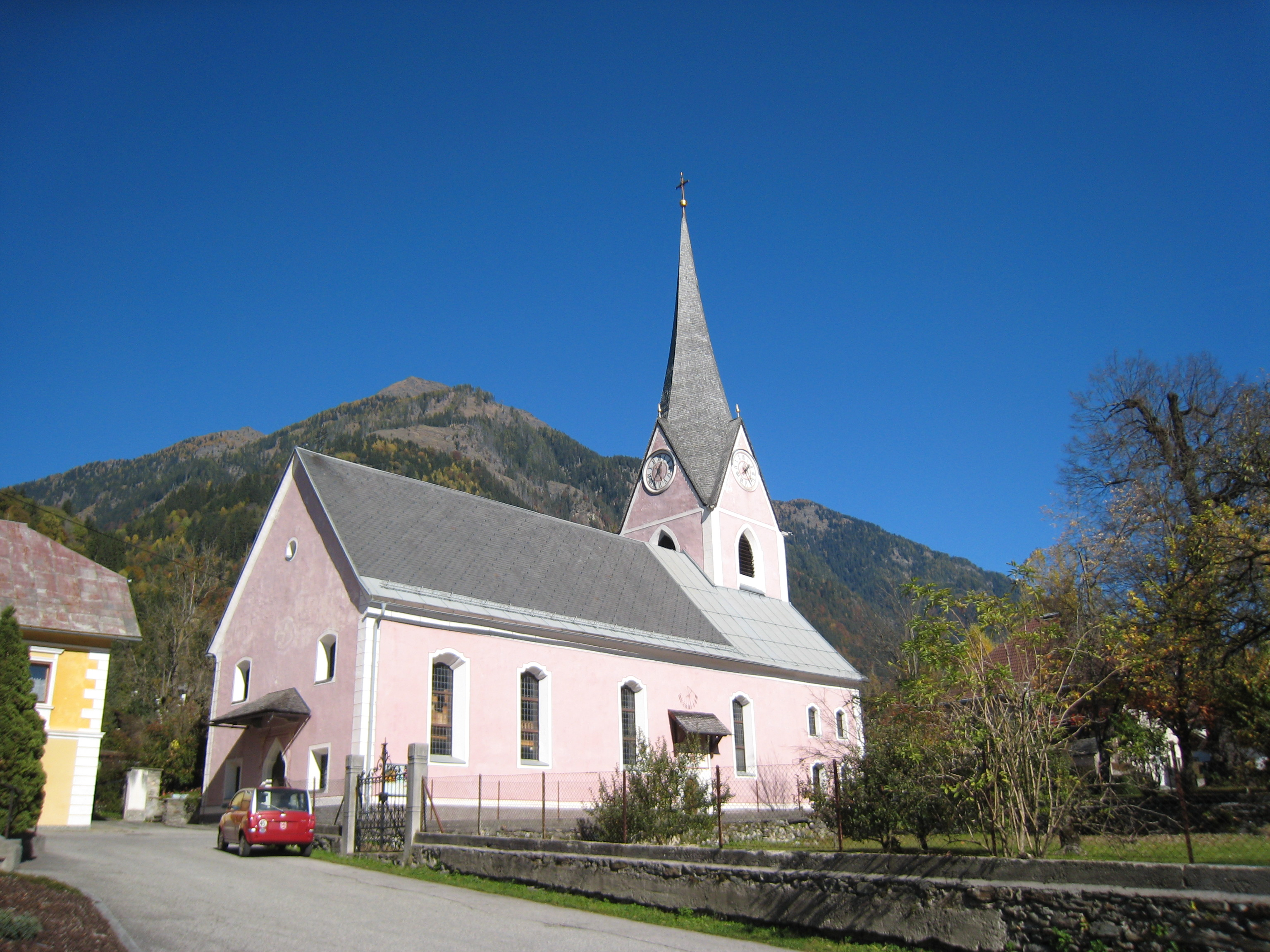
Pfarrkirche Steinfeld-Radlach

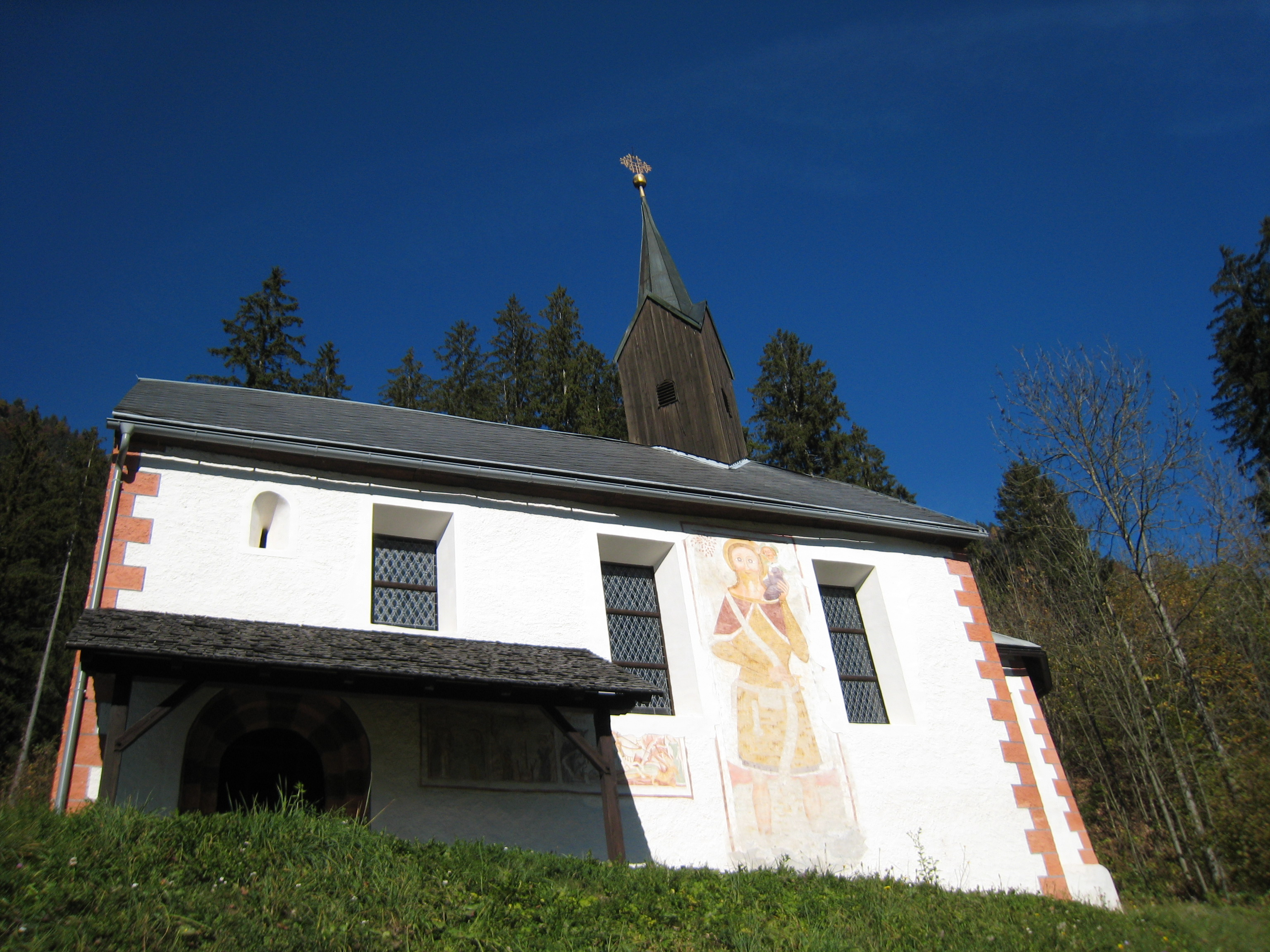
Filialkirche Gerlamoos

- Katholische Pfarrkirche Steinfeld-Radlach hl. Johannes der Täufer in Steinfeld
- Katholische Filialkirche Gerlamoos mit Fresken von Thomas von Villach
- Katholische Filialkirche Radlach hl. Martin
- Gerlamooser Klamm mit Wasserfall

## Wirtschaft und Infrastruktur

### Wirtschaftssektoren
Von den 120 landwirtschaftlichen Betrieben des Jahres 2010 wurden 31 im Haupt- und 73 im Nebenerwerb, zwei von Personengesellschaften und 14 von juristischen Personen geführt. Diese 14 bewirtschafteten über dreißig Prozent der Flächen, die Haupterwerbsbauern über vierzig Prozent. Obwohl die Anzahl der Betriebe im Produktionssektor von 2001 bis 2011 stieg, ging die Anzahl der Arbeitnehmer zurück. Das betraf vor allem das Segment Herstellung von Waren. Die größten Arbeitgeber im Dienstleistungssektor waren die Bereiche soziale und öffentliche Dienste und der Handel.
| Wirtschaftssektor            | Anzahl Betriebe | Anzahl Betriebe | Anzahl Betriebe | Erwerbstätige | Erwerbstätige | Erwerbstätige |
| Wirtschaftssektor            | 2021            | 2011            | 2001            | 2021          | 2011          | 2001          |
| ---------------------------- | --------------- | --------------- | --------------- | ------------- | ------------- | ------------- |
| Land- und Forstwirtschaft 1) | 50              | 120             | 139             | 59            | 70            | 45            |
| Produktion                   | 32              | 31              | 25              | 205           | 112           | 200           |
| Dienstleistung               | 79              | 75              | 42              | 280           | 263           | 170           |

1) Betriebe mit Fläche in den Jahren 2010 und 1999, Arbeitsstätten im Jahr 2021

### Berufspendler
Von den rund 860 Erwerbstätigen, die im Jahr 2011 in Steinfeld wohnten, arbeitete ein Drittel in der Gemeinde, zwei Drittel pendelten aus. Aus der Umgehung kamen 160 Menschen zur Arbeit nach Steinfeld.

### Verkehr
Durch das Gemeindegebiet verlaufen die Drautal Straße (B 100) sowie die Drautalbahn (Bahnhof „Steinfeld im Drautal“).

## Politik

### Gemeinderat und Bürgermeister
Der Gemeinderat von Steinfeld hat 19 Mitglieder und setzt sich seit der Gemeinderatswahl 2015 wie folgt zusammen:
- 10 SPÖ
- 04 Team Aufwind
- 02 FPÖ
- 03 ÖVP

Direkt gewählter Bürgermeister ist Ewald Tschabitscher (SPÖ).

### Wappen
Das Wappen zeigt „ein durch eine aufsteigend rote Spitze von Gold und Silber gespaltener Schild. In der Spitze kreuzen sich die bergmännischen Embleme: ein silberner Schlägel über einem silbernen Eisen mit goldenen Griffen.“ Die Tingierung ist in den Landesfarben Kärntens gehalten, die hier als Schildspaltung mit aufsteigender Spitze gestaltet sind. Wappen und Fahne, letztere zeigt die Farben Weiß-Rot mit eingearbeitetem Wappen, wurden Steinfeld anlässlich der Markterhebung am 14. Dezember 1931 verliehen.

## Sonstiges
Alois Brandstetter beschreibt in seinem Roman Hier kocht der Wirt die Kirche in Gerlamoos mit ihren Fresken.

## Persönlichkeiten

### Ehrenbürger
Ehrenbürger der Gemeinde sind:
- 1924: Johann Glantschnig, Lehrer in Steinfeld und Bildhauer
- 1949: Heinrich Hopfgartner, Päpstlicher Hausprälat und Domkapitular von Gurk
- 1959: Josef Fräß-Ehrfeld, Unternehmer und Landtagsabgeordneter
- 1968: Franz Pischelsberger, Bürgermeister
- 2000: Fritz Strobl, Skirennläufer
- 2006: Elfriede Stark-Petrasch, Künstlerin
- 2006: Karl Stark, Künstler

### Söhne und Töchter der Gemeinde
- Josef Mayer (1806–1891), Guts- und Fabriksbesitzer und Politiker
- Franz Feldner (1818–1879), österreichischer Notar und Rechtsanwalt und Politiker
- Friedrich Marx (1830–1905, geboren in Steinfeld), Schriftsteller und k.u.k. Offizier, eine Straße ist hier nach ihm benannt
- Alois David Ambros Feldner (1853–1921), Jurist
- Erich Stocker (* 1942), Geograph

### Mit der Gemeinde verbundene Persönlichkeiten
- Bernhard Egger (1866–1950), Politiker
- Fritz Leitner (1946–1991), Politiker (SPÖ)
- Franz Schwager (1945–2018), Politiker (TS, zuvor FPÖ)
- Fritz Strobl (* 1972), ehemaliger Skirennläufer und Olympiasieger, wuchs in Gerlamoos auf